# Otto Gustaf Carlsund
Otto Gustaf Carlsund (Sint-Petersburg, 11 december 1897 – Stockholm, 25 juli 1948) was een Zweedse schilder en kunstcriticus.

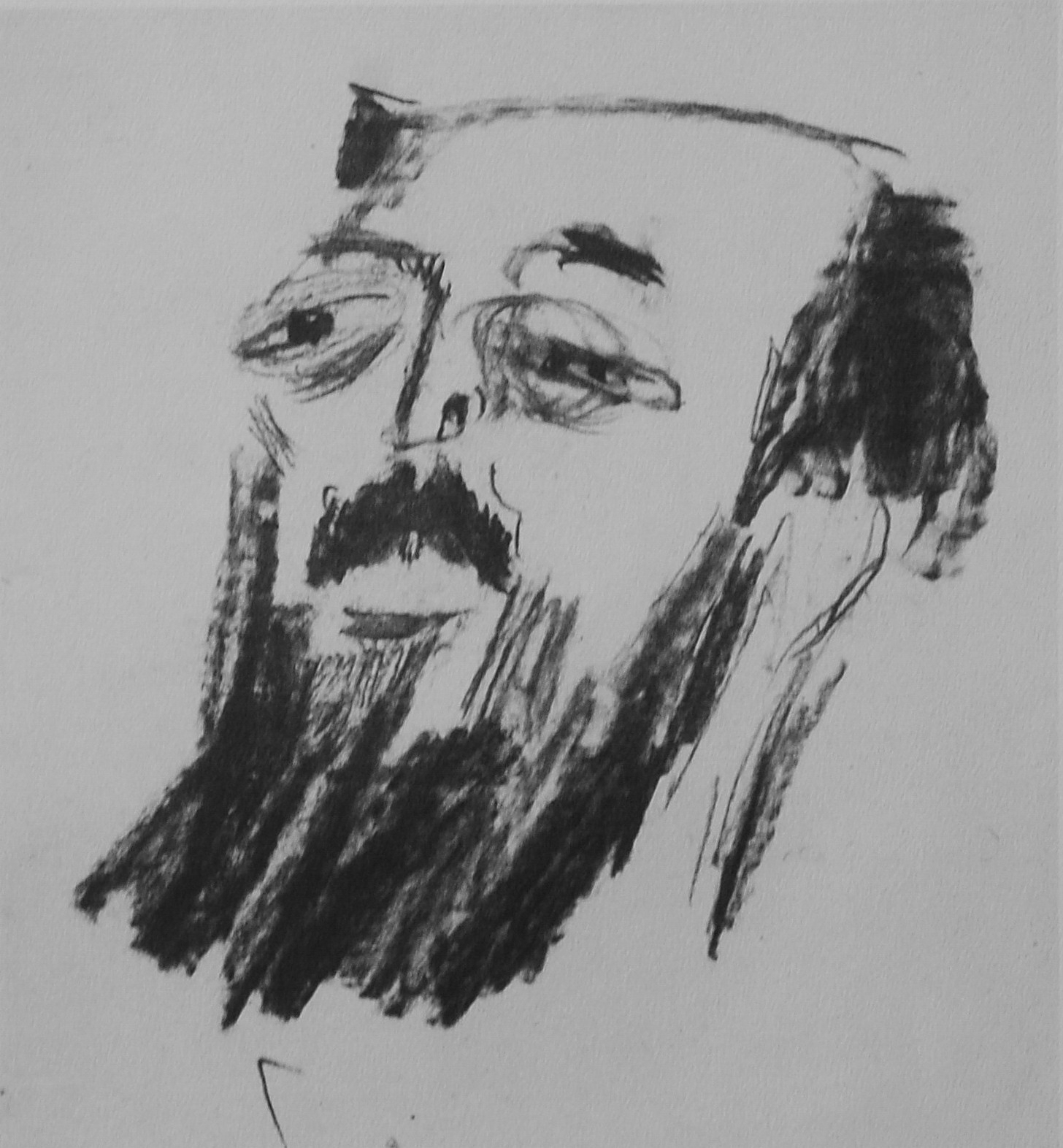
Otto Gustaf Carlsund.

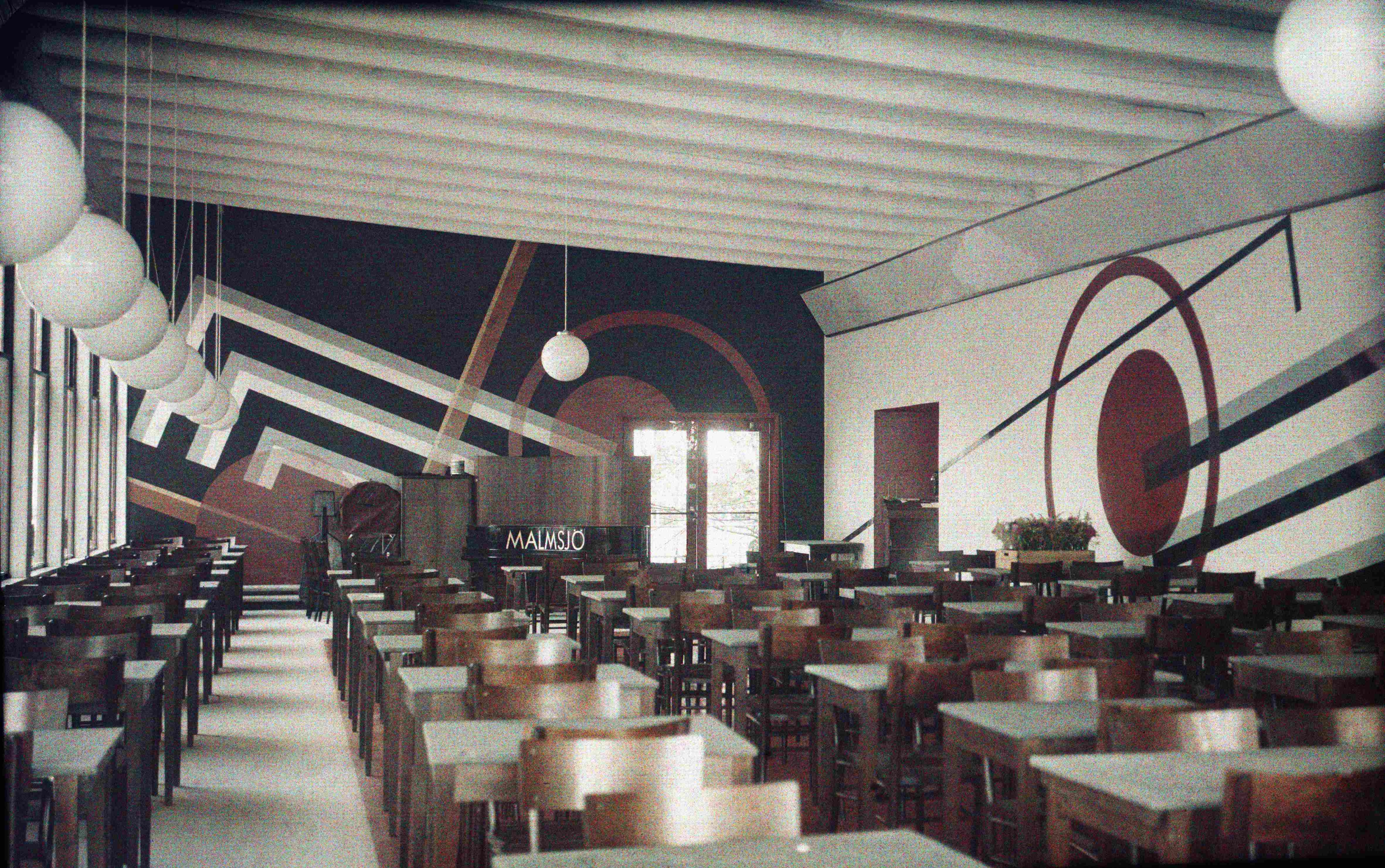
"Rapid" Otto Gustaf Carlsund in het restaurant Lilla Paris Stockholm 1930.

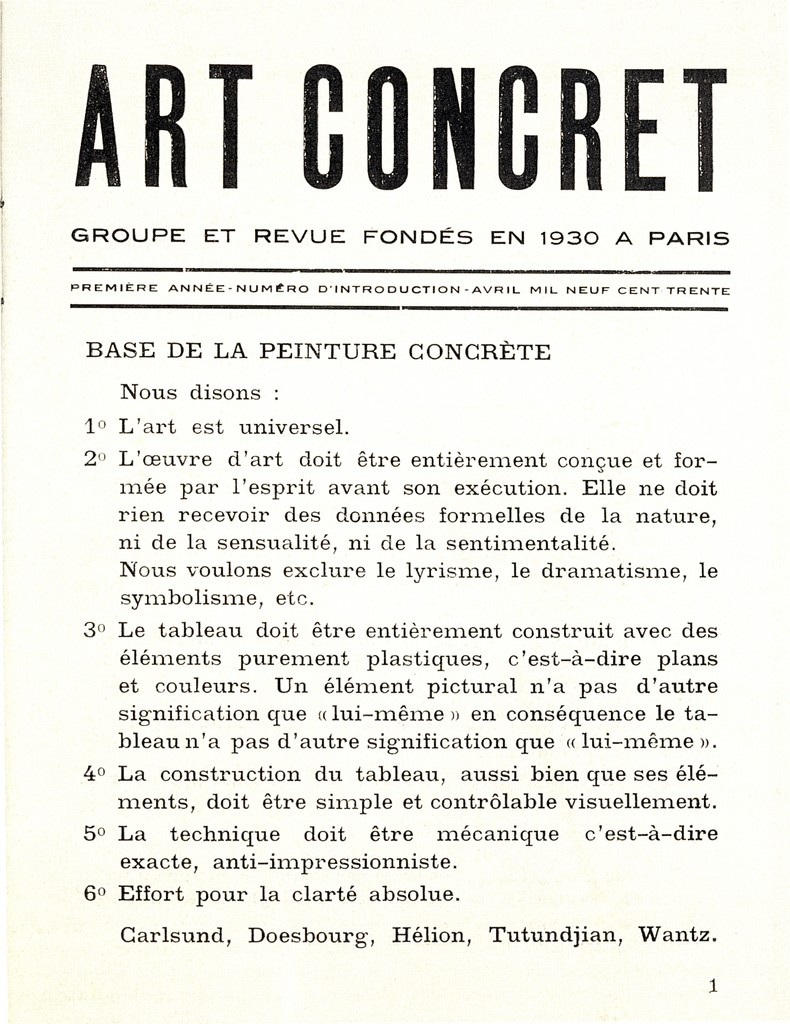
Art Concret Manifesto. Paris 1930.

## Leven en werk

### Opleiding
Carlsund werd geboren in Sint-Petersburg, waar zijn Zweedse vader de Zweeds-Russische Kamer van Koophandel vertegenwoordigde. Zijn moeder was een Française, die had gestudeerd aan de Académie des Beaux-Arts in Parijs. In 1908 verhuisde de familie naar de Zweedse stad Norrköping, maar Carlsund was van 1917 tot 1919, toen hij werd opgeroepen voor militaire dienst, in Sint-Petersburg werkzaam als ambassademedewerker. 
Na zijn diensttijd studeerde Carlsund van 1921 tot 1922 bij de Duitse hoogleraar Müller schilderkunst en grafiek aan een privéschool in Dresden en aansluitend bij de Noorse schilder Christian Krohg (1852-1925) aan de Statens Kunstakademi in Oslo. Hij stelde werk tentoon bij Blomkvists Galleri en had een ontmoeting met Herwarth Walden van Der Sturm uit Berlijn. In 1924 ging hij naar Parijs, waar hij les kreeg van Fernand Léger aan diens Académie Moderne. Hij ontmoette in Parijs vele andere Scandinavische kunstenaars en exposeerde in 1924 met onder anderen de Deense Franciska Clausen en zijn landgenoot Eric Olsen tijdens de Exposition des peintres scandinaves in de Académie Scandinaves Maison Watteau. Ook in 1927 en 1928 exposeerde Carlsund met de andere leerlingen van Léger in Galerie Aubier in Parijs.

### Neo-plasticisme en Art Concret
Carlsund kwam in aanraking met Piet Mondriaan en werd beïnvloed door het kubisme, de geometrisch-abstracte kunst en hij onderschreef de ideeën van het neoplasticisme. In 1926 nam hij deel aan de grote internationale tentoonstelling van hedendaagse kunst L'Art d'aujourd'hui (International Exhibition of Modern Art).
In 1929 was Carlsund medeoprichter van de kunstenaarsgroep Groupement 6,6. De ondertekenaars van het manifest Base de la peinture concrète van Art Concret, zoals de groep in 1930 ging heten, waren naast Carlsund Theo van Doesburg, Jean Hélion, Léon Arthur Tutundjian en Marcel Wantz. Carlsund en Hélion organiseerden in Stockholmutställningen Parkrestauranten in Stockholm de enige tentoonstelling van de groep Art Concret, L'Exposition internationale d'art post-cubisme met 107 kunstwerken van 31 kunstenaars (onder anderen Jean Arp, Sophie Taeuber-Arp, Serge Charchoune, Georges Vantongerloo, Friedrich Vordemberge-Gildewart, Eric Grate, Fernand Léger, Amédée Ozenfant, László Moholy-Nagy, Piet Mondriaan en Antoine Pevsner. Tussen Van Doesburg en Carlsund kwam het wegens sterk afwijkende ideeën tot een verwijdering en Van Doesburg deed niet mee. De expositie was voor Carlsund een financieel debacle en van het blad Art Concret, waarvan hij de financier was, verscheen slechts één nummer.

### 1930 tot 1948
Tussen 1932 en 1945 was Carlsund weinig actief als schilder. Wel zette hij zijn ideeën over de moderne kunst op schrift en gaf hij van 1941 tot 1945 het tijdschrift Konstvärlden uit. Carlsund stierf in 1948. In 1950 kreeg hij een herdenkingstentoonstelling in Galerie Artek in Helsinki. In 2007 en 2008 werden 200 werken van Carlsund tentoongesteld in Liljevachs konsthall in Stockholm.